# Саблин, Василий Анатольевич
Васи́лий Анато́льевич Са́блин (р. 13 января 1957 года, деревня Голузино, Кичменгско-Городецкий район, Вологодская область) — советский и российский историк, специалист по истории Гражданской войны, северному крестьянству, периоду НЭПа. Доктор исторических наук, профессор, декан исторического факультета ВоГУ с 1995 по 2019 годы. С 2019 года по настоящее время является заведующим кафедрой всеобщей истории и мировой политики, а параллельно занимается деятельностью Вологодского отделения Российского исторического общества, став заместителем его руководителя. 

## Биография
Василий Анатольевич Саблин родился 13 января 1957 года в деревне Голузино Шонгского сельсовета Кичменгско-Городецкого района Вологодской области. Закончил Березовогорскую начальную, Шонгскую восьмилетнюю и в 1974 г. Кичменгско-Городецкую среднюю школы. С детства интересовался историей, поэтому по окончании школы продолжил обучение на историческом факультете Вологодского государственного педагогического института (ВГПИ).
В 1976 г. в районной газете «Заря Севера» появилась первая статья В. Саблина, посвященная социальным отношениям на Кичменге в XVII в. В 1977-1978 гг. В. А. Саблин публикует в газете материалы по истории Кичменгского городища, в которых знакомит читателя с древними названиями деревень Кичменгско-Городецкого района.
В 1979 г. В. А. Саблин с отличием закончил ВГПИ и получил квалификацию учителя истории, обществоведения и английского языка. В 1979-1980 гг. работал учителем английского языка и истории в Сараевской средней школе Кичменгско-Городецкого района и продолжал знакомить земляков с историей района.
В 1980-1982 гг. В. А. Саблин служил в рядах Советской армии. По окончании службы продолжил работу на кафедре истории СССР ВГПИ. В 1985-1987 гг. учился в аспирантуре Московского государственного педагогического. В 1987 г. защитил диссертацию на соискание ученой степени кандидата исторических наук. В 2006 г. в Поморском государственном университете им. М. В. Ломоносова защитил докторскую диссертацию, с этого же года является профессором кафедры отечественной истории Вологодского государственного педагогического университета (ВГПУ).
Все эти годы В. А. Саблин не прекращал сотрудничество с районной газетой «Заря Севера», публикуя исторические очерки и статьи.
С 1979 г. В. А. Саблин является членом Проблемного объединения по аграрной истории Европейского Севера России Института истории РАН, Северного отделения Археографической комиссии РАН. С 1986 г. принимает участие в сессиях Симпозиума по аграрной истории Восточной Европы. С 1999 г. входит в состав Научного совета по аграрной истории при Отделении истории РАН. В. А. Саблин неоднократно получал гранты Российского гуманитарного научного фонда. С 1992 г. он состоит в главной редколлегии серийного издания «Старинные города Вологодской области» и главным редактором альманаха «Великий Устюг». Является научным редактором Известий ВОЙСК – Вологодского общества изучения северного края по изданию материалов областной краеведческой олимпиады «Мир через культуру».
С 1995 г. В. А. Саблин возглавлял исторический факультет ВГПУ. На этой должности уделял значительное внимание совершенствованию учебного процесса и организационно-методического сотрудничества с системой школьного образования Вологодской области в сфере инновационных технологий.
Василий Анатольевич продолжает активно заниматься научной работой. Объектом его научных исследований являются вопросы аграрного производства, крестьянского менталитета, политических настроений северной деревни в 1917-1920-х гг. В рамках обозначенной тематики им опубликовано свыше 120 научных работ, в том числе 4 монографии. Неоднократно участвовал в международных, российских и межрегиональных научных конференциях. В 1994-2000 гг. работал в рамках российско-британского проекта по исследованию региональных особенностей аграрного развития России. В 2010 г. участвовал в работе VIII Международного конгресса по изучению стран Восточной Европы, России и Центральной Азии в Стокгольме.
В. А. Саблин активно сотрудничает с Департаментом образования Вологодской области. В 1995-2002 гг. являлся председателем комиссии по экспертизе индивидуальных творческих проектов учителей Вологодской области – соискателей высшей категории при Вологодском институте развития образования. В 2004-2006 гг. был председателем Вологодской областной комиссии экспертов по приему ЕГЭ по истории России. В последние годы возглавляет областное предметное жюри Всероссийской олимпиады школьников по истории.В 2006 году успешно защитил докторскую диссертацию по теме «Крестьянский двор на Европейском Севере России в 1917—1920-е годы». В.А. Саблин — автор многих научных трудов по истории Русского Севера и Вологодской области.
С 2019 года Василий Анатольевич возглавляет кафедру всеобщей истории и мировой политики Института социальных и гуманитарных наук ВоГУ и параллельно занимается деятельностью Вологодского отделения Российского исторического общества, став заместителем его руководителя.

## Основные работы
Монографии
- Аграрная революция на Европейском Севере России, 1917—1921: (Социальные и экономические результаты) / Науч. ред. М. А. Безнин. — Вологда, 2002. — 344 с.
- Экономика крестьянского двора на Европейском Севере России в 1920-е годы: (к проблеме модернизации аграрной подсистемы) — М.; Вологда, 2006.
- Крестьянское хозяйство на Европейском Севере России (1917—1920). — М.: Academia, 2009.

Статьи
- Письма с фронта : (Пять лет работы студенческой группы «Поиск») // Северный археографический сборник. Вып. 7. Историография и источниковедение истории северного крестьянства СССР. Вологда, 1979. С. 45-51.
- Начальный этап культурной революции на Севере (по материалам Северо-Двинской губернии) // Вклад северного крестьянства в развитие материальной и духовной культуры. Вологда, 1980. С. 21-23.
- Создание низового советского аппарата на Европейском Севере в 1918 г. // Советы и творчество масс. М., 1986. С. 78-87.
- Земельная политика партии в северной деревне 1917—1920 гг. // Социально-экономическое развитие северной деревни (Советский период): Межвуз. сб. науч. тр. — Вологда, 1988. — С. 119—130.
- Данные военной статистики об общественно-политической жизни северной деревни 1919—1920 гг. // Археография и источниковедение истории Европейского Севера РСФСР: Тезисы выступлений на республиканской науч. конф. (Вологда, 2 — 5 июня 1989 г.). — Вологда, 1989. — Ч. 1. — С. 100—104.
- Промысловая кооперация на Севере в годы гражданской войны // Вологодское краеведение, его научные и воспитательные задачи: II краеведческая научно-практ. конф.: Тезисы докладов и сообщений (Вологда, 21—22 апреля 1989 г.). — Вологда, 1989. — С. 13—14.
- Крестьянство в политике северной контрреволюции: [Крах земельного курса архангельской белогвардейщины: 1918—1920 годы] // Изучение аграрной истории Европейского Севера СССР на современном этапе: Труды Коми науч. центра УрО АН СССР, № 112. — Сыктывкар, 1989. — С. 120—125.
- Спор о большевистской тактике, «левой» критике и карикатурной истории // Красный Север. 1990. 3 июня.
- Миграции северного крестьянства в годы гражданской войны: о малоизвестной страничке истории края // История и культура Вологодского края: III краеведческая научно-практическая конференция: Тезисы докладов и сообщений (Вологда, 23—24 мая 1990 года). — Вологда, 1990. — С. 50—53.
- Судьбы северного крестьянства в Октябрьской революции и гражданской войне // Сквозь бури гражданской войны: «Круглый стол» историков. — Архангельск, 1990. — С. 126—139.
- Политические настроения крестьянства Европейского Севера РСФСР в 1918—1919 годах // История Советской России: новые идеи, суждения: Тез. докл. респ. науч. конф. — Тюмень, 1991. — Ч. 1. — С. 76—77.
- Об одной забастовке (1919 г.) // Вологодские новости. — 1991. — 2 марта.
- С бронепоездом на «зеленых» // Русский Север. — 1991. — 8 июня.
- Налоги и повинности в северной деревне в 1917—1920 гг. // Народная культура Севера: «первичное» и «вторичное», традиции и новации: Тезисы докладов и сообщений региональной науч. конф. 28—30 мая 1991 г. — Архангельск, 1991. — С. 159—162.
- Социально-экономические и демографические процессы в северной деревне в годы гражданской войны: [Архангельская, Вологодская и Северо-Двинская губернии] // Крестьянское хозяйство: история и современность: Материалы к Всерос. науч. конф., Вологда, октябрь 1992 г. — Вологда, 1992. — Ч. 1. — С. 115—116.
- Северное крестьянство в Февральской революции (февраль — октябрь 1917 г.) // Крестьянское хозяйство: история и современность: Материалы к Всерос. науч. конф., Вологда, октябрь 1992 г. — Вологда, 1992. — Ч. 2. — С. 20—23.
- Уровень благосостояния крестьянства Европейского Севера РСФСР в 1917—1921 годах: [На примере Архангельской, Олонецкой, Вологодской, Северо-Двинской губерний]// Материальное положение, быт и культура северного крестьянства (советский период): Межвуз. сб. науч. тр. — Вологда, 1992. — С. 3—16.
- Демографические изменения в деревне Европейского Севера России за годы гражданской войны: [По материалам Вологодской, Северо-Двинской, Олонецкой, Архангельской губерний] // Сельское расселение на Европейском Севере России: Межвуз. сб. науч. тр. — Вологда, 1993. — С. 77 — 92.
- Глубоковский и другие из Кобыльска // Заря Севера. — Кичм. Городок, 1993. — 12, 17, 24, 26 июня.
- Баранов Д. В., Саблин В. А. 1933—1936 гг. в грязовецкой деревне: (Дневник А. И. Железнякова) // Вологда: Историко-краеведческий альманах. — Вологда, 1994. — Вып. 1. — С. 454—521.
- Политические настроения крестьянства Севера Европейской России в годы Гражданской войны // Постигая прошлое и настоящее: Межвуз. сборник науч. тр. — Саратов, 1994. — Вып. 3. — С. 64 — 82.
- Шекснинское восстание 1918 года // Череповец: Краеведческий альманах. — Вологда, 1996. — С. 64 — 77.
- Вологда 1920-х годов в цифрах / Публ. и вст. ст. В. А. Саблин // Вологда: Краеведческий альманах. — Вологда, 1997. — Вып. 2. — С. 687—704.
- Исторический очерк деревень Алекино, Леонтьевщина, Уткино / О. В. Артемова, М. А. Безнин, А. В. Камкин, В. А. Саблин // Вологда: Краеведческий альманах. — Вологда, 1997. — Вып. 2. — С. 274—315.
- Крестьянство Европейского Севера в гражданской войне. Характер политических настроений // Гражданская война в России и на Русском Севере: Проблемы истории и историографии. — Архангельск, 1999. — С. 92—93.
- Органы самоуправления в Вологодской губернии в 1917—1918 гг. // Земство в Вологодской губернии и этапы развития народовластия в Вологодской области (по материалам «круглого стола» 23 марта 2000 г.). — Вологда, 2000. — С. 12-21.
- Сельское хозяйство Вытегорского уезда Олонецкой губернии в 1917—1921 годах // Вытегра: Краеведческий альманах. — Вологда, 2000. — Вып. 2. — С. 33 — 61.
- Основные тенденции демографического развития деревни Европейского Севера России в 1917—1920-е годы // Особенности российского земледелия и проблемы расселения: Материалы XXYI сессии Симпозиума по аграрной истории Восточной Европы. — Тамбов, 2000. — С. 261—268.
- Земледельческое производство на Европейском Севере в первой половине 1920-х гг.: (характер восстановительных процессов в северной деревне) / В. А. Саблин // Северная деревня в XX веке: актуальные проблемы истории. — Вологда, 2000. — С. 9 — 11.
- Сельскохозяйственный налог в вологодской деревне в годы НЭПа: (Анализ налоговых кампаний 1921/22 — 1929/30 гг.) // Северная деревня в XX веке: актуальные проблемы истории. — Вологда, 2001. — Вып. 2. — С. 3—48.
- Хуторские хозяйства на Европейском Севере в годы Гражданской войны // Зажиточное крестьянство России в исторической ретроспективе. — Вологда, 2001. — С. 262—276.
- Белое движение и крестьянство в 1917—1920 гг. // Преподавание истории в школе. — 2003. — № 8. — С. 32 — 38.
- Земельное общество и сельский Совет на Европейском Севере в 1920-е гг.: характер взаимоотношений // Крестьянство и власть на Европейском Севере России: Матер. науч. конф. (г. Вологда, 6—7 февраля 2003 г.). — Вологда, 2003. — С. 110—118.
- Вельское восстание 1921 года в контексте Гражданской войны на Европейском Севере России // Важский край: источниковедение, история, культура: Исследования и материалы. — Вельск, 2004. — Вып. 2. — С. 245—253.
- Развитие системы земского и городского самоуправления на Вологодском Севере // Политическая жизнь региона глазами учёных, политических партий и избирателей. — Вып. 2. — Вологда, 2004. — С. 4-15.
- Воспоминания М. М. Ушакова «Авантюра эсеров в Северном крае в 1921 году» / Публ. В. А. Саблина // Важский край: источниковедение, история, культура: Исследования и материалы. — Вельск, 2004. — Вып. 2. — С. 253—264.
- Крестьянское животноводство на Европейском Севере в 1917—1920-е гг. // Сборник научных работ к 50-летию Михаила Алексеевича Безнина: Проблемы экономической и социальной истории: общероссийский и региональный аспекты (XIX—XX вв.). — Вологда, 2004. — С. 60-73.
- Дважды репрессированные: (к проблеме выселения бывших помещиков и использования их имений в 1920-е гг.) // Вклад репрессированных в освоение Европейского Севера России и Приуралья. — Сыктывкар, 2004. — С. 43-56.
- Петр Андреевич Колесников. Этапы творческого пути (1907—1996). К 100-летию со дня рождения Петра Андреевича Колесникова. // Вопросы истории и культуры северных стран и территорий. Сыктывкар, 2008.- № 1.
- Промыслы и их роль в крестьянском хозяйстве Европейского Севера в 1910-е — 1920-е годы // Русская культура нового столетия: Проблемы изучения, сохранения и использования историко-культурного наследия / Гл. ред. Г. В. Судаков. Сост. С. А. Тихомиров. — Вологда: Книжное наследие, 2007. — С. 258—267.
- Крестьянство Северо-Двинской губернии в 1918—1920 годах (Характер политических настроений) // Великий Устюг. Краеведческий альманах. Вып. 4. Вологда, 2007.
- Крестьянское хозяйство и рынок на Европейском Севере России в 1917—1920-х годах // Российская история. 2009. № 3. C. 177—184.
- Государственное землеустройство в северной деревне в 1900—1920-е гг. // Власть и общество на Европейском Севере России: исторический опыт и современность: Сборник материалов межрегиональной научной конференции / Гл. ред. М. А. Безнин. — Вологда: ВИПЭ ФСИН России, 2010. C. 85—96.

Составитель и редактор
- Вологодское краеведение, его научные и воспитательные задачи: II краеведческая научно-практ. конф.: Тезисы докладов и сообщений (Вологда, 21—22 апреля 1989 г.) / Ред. кол.: Ю. С. Васильев (отв. ред.), В. К. Пудожгорский, В. А. Саблин, Е. А. Скупинова. — Вологда, 1989. — 74 с.
- История и культура Вологодского края: III краеведческая научно-практ. конф.: Тезисы докл. и сообщений (Вологда, 23—24 мая 1990 г.) / Ред. кол.: Ю. С. Васильев (отв. ред.), А. Н. Башенькин, Ф. Я. Коновалов, В. А. Саблин. — Вологда, 1990. — 113 с.
- Крестьянское хозяйство: история и современность: Материалы к Всероссийской научной конференции (Вологда, октябрь 1992 г.) / Отв. ред. М. А. Безнин; Ред. кол.: Ю. С. Васильев, Н. И. Голикова, А. В. Камкин, П. А. Колесников, Ф. Я. Коновалов, В. А. Саблин. — Вологда: ВГПИ, 1992. — Часть 1. — 184 с.
- Крестьянское хозяйство: история и современность: Материалы к Всероссийской научной конференции (Вологда, октябрь 1992 г.) / Отв. ред. М. А. Безнин; Ред. кол.: Ю. С. Васильев, Н. И. Голикова, А. В. Камкин, П. А. Колесников, Ф. Я. Коновалов, В. А. Саблин. — Вологда: ВГПИ, 1992. — Часть 2. — 236 с.
- Отечественная история. 1917—1945 гг.: Метод. пособие для семинарских занятий / Авт.-сост. В. А. Саблин, М. Н. Никольская. — Вологда, 1993. — 44 с.
- Сельское расселение на Европейском Севере России: Межвуз. сб. науч. тр. // Ред. колл.: М. А. Безнин, А. В. Камкин, Ф. Я. Коновалов, В. А. Саблин, Е. А. Скупинова. — Вологда: Русь, 1993. — 175 с.
- Актуальные проблемы археографии, источниковедения и историографии: Материалы к Всероссийской науч. конф., посвященной 50-летию Победы в Великой Отечественной войне / Гл. ред. М. А. Безнин. — Вологда: Русь, 1995. — 432 с.
- Великий Устюг: Краеведческий альманах / Ред. В. А. Саблин. — Вологда: Русь, 1995. — Вып. 1. — 464 с.
- Вологда: Краеведческий альманах / Гл. ред. М. А. Безнин. — Вологда: Русь, 1997. — Вып. 2. — 784 с. — (Старинные города Вологодской области).
- Реферат, курсовая и дипломная работы: Метод. рек. для студентов ист. фак. / Сост. М. А. Безнин, Ю. С. Васильев, Е. Р. Дружинин, А. В. Камкин (отв. за вып.), О. А. Киселева, А. В. Коптев, Е. И. Притыченко, В. А. Саблин, М. С. Черкасова; Рец. Е. А. Скупинова. — Вологда: Русь, 1998. — 42 с.
- Известия Вологодского общества изучения Северного края: Материалы научно-практических краеведческих конференций школьников «Мир через культуру». — Вологда, 1999. — Вып. YI. — 92 с.: ил.
- Великий Устюг: Краеведческий альманах / Гл. ред. В. А. Саблин. — Вологда: Легия, 2000. — Вып. 2. — 384 с. — (Старинные города Вологодской области).
- Крестьянство и власть на Европейском Севере России: Матер. науч. конф. (г. Вологда, 6-7 февраля 2003 г.) / Ред. кол.: М. А. Безнин, Н. И. Голикова, Т. М. Димони, С. Г. Карпов, Ф. Я. Коновалов, В. А. Саблин, М. С. Черкасова. — Вологда, 2003. — 234 с.
- Отечественная история: Программа, планы семинарских занятий и методические рекомендации для студентов I курса факультета иностранных языков ВГПУ / Сост.: И. В. Пугач, В. А. Саблин. — Вологда: Русь, 2003. — 51 с.
- Реферат, курсовая и дипломная работы: Метод. рек. для студентов ист. фак. / Сост. М. А. Безнин, Ю. С. Васильев, Е. Р. Дружинин. — Вологда: Русь, 2003.- 45 с.
- Великий Устюг: Краеведческий альманах / Гл. ред. альманаха В. А. Саблин. — Вологда: Русь, 2004. — Вып. 3. — 392 с.